# 加姆島野鴨
加姆島野鴨（Anas oustaleti）是一種馬里亞納群島特有及已滅絕的鴨。牠們有時被認為是綠頭鴨、太平洋黑鴨或斑嘴鴨的亞種。
加姆島野鴨是雜交成種的例子。牠們是由到馬里亞納群島過冬的綠頭鴨與住在島中的澳洲黑鴨雜交而來。物種化的過程只是從近幾千年才開始，並沒有發現任何加姆島野鴨或其祖先的化石，令人懷疑牠們是否自很久就一直住在島上。另外於1994年在羅塔島發現的史前鴨骨又非加姆島野鴨的近親。
世界自然保護聯盟並不認同加姆島野鴨是一個有效的物種，故沒有將牠們包含在世界自然保護聯盟紅色名錄中。不過，由於牠們的已確立了一個明顯的及獨立的演化單位，故牠們最少也是一個端始種。牠們若真的是一個物種，將會是已知最短命的脊椎動物，只生存了幾萬年就已經滅絕。

## 描述
加姆島野鴨長51-56厘米，重約1公斤，比綠頭鴨稍為細小。雄鴨有兩種顏色形態，分為近似綠頭鴨或近似太平洋黑鴨。
只有近似綠頭鴨的加姆島野鴨有明顯的婚羽，頭部呈綠色但較少光澤，兩側有一些淺黃色羽毛，過眼線呈深褐色，在頸底有一白環。上胸呈深栗褐色，有黑褐色的斑點。肩膀呈淺黃色，尾巴像綠頭鴨的婚羽般在中間有一向上彎曲的尾羽。下身是介乎綠頭鴨的灰色與太平洋黑鴨的褐色之間。牠們的其他部份像雄性的太平洋黑鴨，但翼底較為淺色。喙底呈黑色，尖端呈橄欖色，腳呈紅橙色，蹼較為深色，瞳孔呈褐色。冬羽較綠頭鴨的深色。
似太平洋黑鴨形態的頭部較少斑紋，肩膀及兩頰都呈淺黃色，而頰紋很難看得見。上胸、兩側及肩膀的羽毛都有淺黃色邊，翼底較淺色。肩膀一般都像綠頭鴨般，但最少有兩個標本就像太平洋黑鴨般呈綠色。喙像太平洋黑鴨，瞳孔及腳都像綠頭鴨。
雌性加姆島野鴨像一隻深色的雌性綠頭鴨，有橙色的腳，在近喙端較為純色。
雛鴨的羽毛是介乎兩種祖先之間，較雛綠頭鴨的深色或較雛太平洋黑鴨的淺色。
加姆島野鴨的叫聲像綠頭鴨及太平洋黑鴨，雌鴨的叫聲則較為刺耳。

## 分佈
加姆島野鴨曾在關島、塞班島及天寧島出沒。
於1945年在羅塔島曾發現兩隻不知名的鴨，但由於加姆島野鴨並沒有曾橫跨只有8公里遠的塞班島及天寧島（雖然環境證據上可能），故此相信這可能只是個別流浪的野鴨。

## 生態
加姆島野鴨棲息在內陸的濕地，有時也會在岸邊。牠們主要分佈在關島的泰拉佛佛河河谷、天寧島的Hagoi湖及Makpo湖、塞班島的Garpan lagoon及近蘇蘇佩湖。牠們較為喜歡隱居，躲在濕地植物如鬯蕨叢林和莞屬、莎草屬及蘆葦床墊之下。牠們一般會一對或小群生活，在主要的分佈地則可能幾十隻，甚至50-60隻一群在一起。除了島與島之間可能的移動外，牠們不會遷徙。
對於加姆島野鴨的食性資料不詳，但估計與綠頭鴨及太平洋黑鴨明顯不同。牠們可能是吃水中的無脊椎動物、細小的脊椎動物及植物。
加姆島野鴨於1月至7月間會繁殖，高峰是在6月或7月的罕季。一隻於10月捕捉到的雄鴨正值繁殖期，故此有指牠們甚至是接近全年繁殖的。牠們的示愛行為卻未能見到。牠們一胎約生7-12隻蛋，蛋呈淡灰綠色，平均大小為61.6 x 38.9毫米。雄鴨不會負責孵化及照顧雛鴨，孵化期約為28日。8星期大的雛鴨就會換羽，翌年達至性成熟。

## 滅絕
加姆島野鴨的衰落是因農業及建築令濕地乾涸所致。在日本管治期間，當地的捕獵情況亦可能很嚴重。雖然紀錄上只有少於100個標本，但大部份都是於1930年代及1940年代時捕捉的，對牠們的數量造成短時間的影響，甚至出現局部的滅絕情況。除日本以外，有7個標本連同模式標本在巴黎的國立自然歷史博物館，1個在特靈的英國自然史分館，兩個在華盛頓的史密森尼學會，和6個在紐約市的美國自然歷史博物館。另外在里斯本及馬薩諸塞州的劍橋亦有一些標本。
到了1940年代，超過一打的群族已經很少見到。在關島，最後於1949年及1967年見到牠們的蹤影，而在天寧島則是於1974年。蘇蘇佩湖曾提供豐富的棲息地，但卻受到製糖廢料的污染，塞班島上的群族只生存多幾年。加姆島野鴨於1977年被列為聯邦瀕危。於1979年，兩隻雄鴨及一隻雌鴨在塞班島上被捕捉，其中一隻雄鴨被放生，這已是最後見到的野生種了。保留下來的一對被送到夏威夷的波哈庫洛阿，及後轉送到美國聖地牙哥的海洋世界。但是飼養及培育未能成功，加姆島野鴨亦隨之而於1981年滅絕。翌年嘗試再次尋找牠們，但卻未能成功。由於滅絕而於2004年從瀕危物種中除名。

## 外部連結
- 加姆島野鴨的棲息地：塞班島的濕地
- CNMI's Mariana mallard now extinct[永久]